# اریک بلور
اریک بلور (انگلیسی: Eric Blore؛ ۲۳ دسامبر ۱۸۸۷ – ۲ مارس ۱۹۵۹ (aged ۷۱)) هنرپیشه اهل کشور بریتانیا بود.

## گزیدهٔ فیلم‌شناسی
- ژست شانگهای
- خانم سوئیسی
- طلاق گی
- عاشق‌پیشه
- سفرهای سولیوان
- کلاه سیلندری
- بانو ایو
- گتسبی بزرگ
- جزیره مردان گمشده
- ماه و شش پشیز
- الکی‌خوش
- گذرنامه برای سوئز